# Nintendo DSi XL
Nintendo DSi XL (kendt som Nintendo DSi LL (ニンテンドーDSi LL) i Japan,) er en håndholdt spillekonsol produceret af Nintendo, og den fjerde version af Nintendo DS-konsollen, med den tidligere version værende Nintendo DSi. Den blev udgivet i Japan den 21. november 2009, og blev udgivet i Europa den 5. marts 2010, i Australien den 15. marts 2010 og i Nordamerika den 28. marts 2010.

## Specifikationer
Nintendo DSi XL har den samme tekniske indmad som Nintendo DSi, dvs. samme størrelse processor, hukommelse m.v., men som navnet antyder har Nintendo DSi XL væsentlig større skærme (4,2" pr. skærm, dvs. 93% større end Nintendo DS Lite), og leveres også med en større stylus. Derudover har Nintendo DSi XL nogle andre præinstallerede programmer end de tidligere modeller og maskinen har en lidt længere batterilevetid i forhold til Nintendo DSi.
Nintendo DSi XL kan spille de samme spil som Nintendo DSi